# لي إيبي
لي إيبي (بالإنجليزية: L'Epée)‏ هو أحد جبال سلسلة جبال الألب بينيني وجزء من القمة الأم يقع في سويسرا. يبلغ ارتفاع الجبل حوالي 3605 متر، بينما يبلغ ارتفاع نتوء الجبل متر.